# 中華民国四段階論
中華民国四段階論（ちゅうか みんこく よん だんかい ろん）とは、2000年から2008年まで中華民国総統を務めた陳水扁が2005年に提唱した見解である。1949年の国共内戦、台湾に撤退した中華民国の政治的地位に関する見解である。この説の主な考え方は、中華民国の発展の時系列を次の四つの段階に分類することができるというものである。
1. 中華民国在大陸（中華民國在大陸）、1912年～1949年、蔣介石時代
2. 中華民国来台湾（中華民國來臺灣）、1949年～1988年、蔣介石および蔣経国時代
3. 中華民国在台湾（中華民國在臺灣）、1988年～2000年、李登輝時代
4. 中華民国是台湾（中国語版）（中華民國是臺灣）、2000年～2008年、陳水扁時代[1][2][3]

## 反響
この論により、陳水扁は、2000年中華民国総統選挙の結果による初めての与党交代後、中華民国は第四段階にあると指摘している。つまり、正式名称を「中華民国」とする台湾は、すでに中華人民共和国から独立した主権国家となっているのである。この論は、台湾の独立を支持する泛緑連盟（民主進歩党が統率）の主流派には歓迎されているが、中華民族の一部として中国統一を支持する泛藍連盟（中国国民党）の多くの人員には歓迎されていない。また、より強く独立を支持する台湾団結連盟の一部の人員は、中華民国を非合法的な外来植民政権であると考えているため、この見解に反対している。泛藍連盟は、第一から第三段階までは賛成だが、第四段階には反対で、「中華民国」（中華民国の政体）と「台湾」（政体が統治する領土の一部）の区別を維持したいとしている。中華人民共和国政府も、このような解釈は事実上の台湾独立に一歩近づくものであるとして、第四段階に反対の声を上げている。中華人民共和国の公式見解としては、中華民国は1949年に消滅した歴史的な存在であると主張している。

## 発展
李登輝が本省人として初めて中華民国総統に就任するまでは、『月刊自由中国』や『週刊自由中国』では「中華民国在台湾」と呼ぶことが多かったが、李登輝の政権下では「中華民国在台湾」という言葉は使われ続け、1995年6月には米コーネル大学での演説でもこの言葉を使っていた。これは、1949年の国共内戦で敗北して以来、数十年にわたって中国全土の領有を主張してきたのに対し、残りの主要な構成要素である台湾島で中華民国を識別するために使用された。この演説以前は、政府関係者が国家名を使用する際には「中華民国」を使用していた。李登輝の用法では、中華民国の主権は中華人民共和国が支配する中国本土には及ばないという意味で解釈できるため、従来の慣習からの逸脱と考えられている。
民主進歩党が1999年に発表した「台湾前途決議文」は、党綱領と同等の地位にあり、「現状維持」の議論のベースラインとなっている。決議文によると、「台湾は主権国家であり、独立国家であり、その国号は中華民国である」。すなわち、「台湾は中華民国である」とある。
陳水扁の民主進歩党政権時代、陳水扁はすべての政府出版物やウェブサイトで「中華民国（台湾）」という表記を使うように指示した。この二つのバリエーションは、それぞれの政権下で中華民国または台湾の国際連合加盟陳情書に使用されてきた。時代に中国国民党の支配下にあった中華民国が（台湾を含む）中国の正当な代表として中華人民共和国と競い合っていたのとは異なり、陳水扁総統時代には、中華民国は中国の代表であることを求めておらず（すなわち、国際連合安全保障理事会での中国の議席を求めておらず、中華人民共和国の追放も求めていない）、陳情書では、実効支配下にある土地の人民の代表を求めているだけであることを強調している（すなわち、国連の普遍性の原則）。
2012年中華民国総統選挙の候補者である民主進歩党の蔡英文主席は、2011年10月10日（中華民国国慶日）の中華民国建国百周年記念日を前にした10月8日、台湾における中華民国の存在について、「中華民国は元々建国された土地を失い、台湾にしか存在していないが、台湾の土地と人々に溶け込んでいる。今日、台湾の大多数の人々は、台湾は中華民国であり、中華民国は台湾ということに同意できる」、「台湾は主権のある独立国だ」、「我々が総統を直接選ぶようになってから、現在の中華民国政府はもはや外国政府ではなくなった。現在は台湾の政府である」。
中央研究院近代史研究所の陳儀深副研究員は、「多くの人が中華民国と台湾は表裏一体であると認識している」とし、蔡英文の中華民国は李登輝元総統や陳水扁元総統の中華民国の延長線上にあるとした。「選挙には選挙の言葉がある」と理解する人もいるが、民主進歩党元主席で元考試院長の姚嘉文を始めとする多くの台湾人は中華民国に絶対反対であり、「国号を台湾共和国に改めることを推進する必要がある」と主張している。
蔡英文は、2016年中華民国総統選挙で勝利し、5月20日に女性としては初めての中華民国総統に就任した。